# Mordred

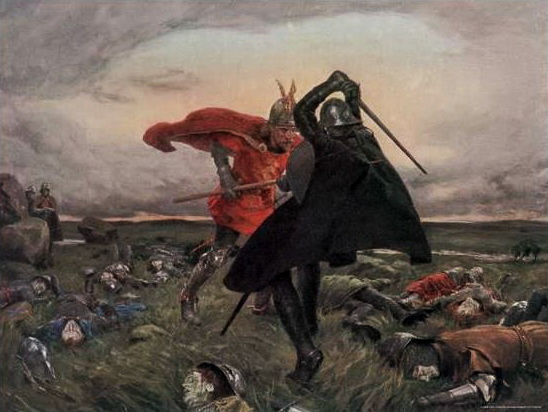
Batalla entre el Rey Arturo y Mordred

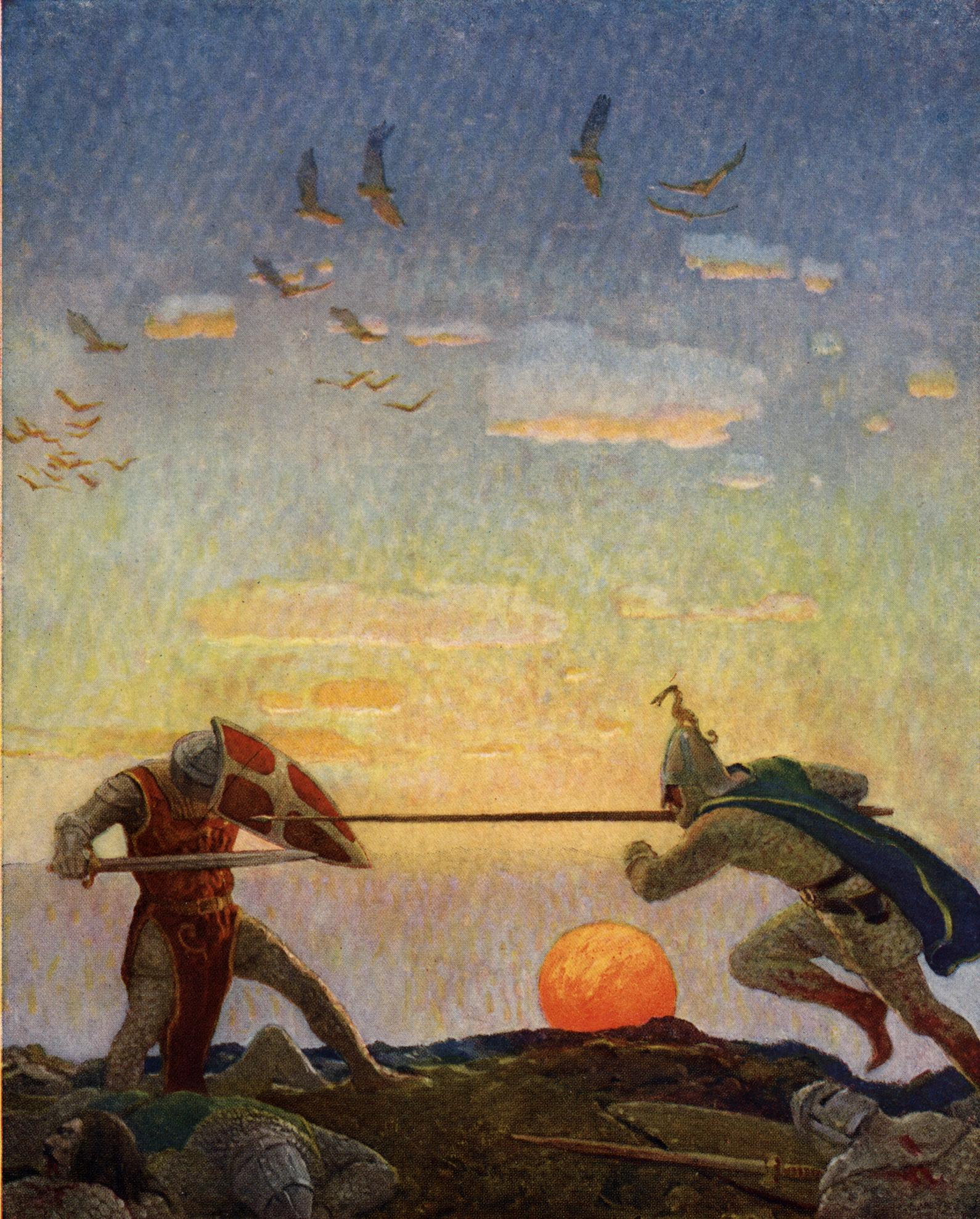
Mordred y Arturo pelean la última batalla

Sir Mordred es un personaje de la mitología celta, hijo incestuoso del rey Arturo y de Morgause o de Morgana, conocido por haber sido asesinado por el Rey Arturo y, al mismo tiempo, acabar con su vida en la Batalla de Camlann. Aunque su relación con Arturo depende de la leyenda, la más conocida es la de ser su hijo ilegítimo nunca aceptado. El nombre (ya sea en galés antiguo: Medraut, en cornuallés: Modred, o antiguo bretón: Modrot) deriva en última instancia, del latín Moderātus.

## Mordred en la leyenda del rey Arturo

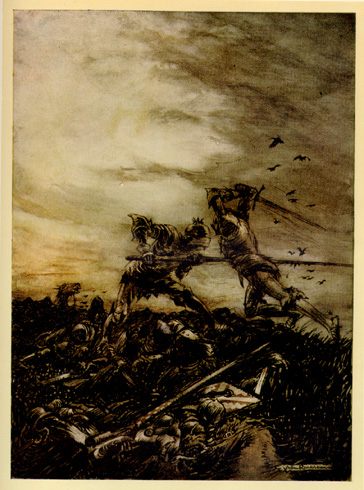
Ilustración de Arthur Rackham sobre la muerte de Mordred a manos de su padre

Mordred aparece muy temprano en la literatura artúrica. La primera mención de él, como Medraut, se produce en el Annales Cambriae en su entrada para el año 537:
Gueith Camlann en qua Arthur et Medraut corruerunt. ("La lucha de Camlann, en la que Arturo y Medraut cayeron".)
Mordred se asoció con la batalla Camlann incluso en esa fecha temprana, pero como Leslie Alcock señala, esta breve entrada no da ninguna información sobre si él mató  o fue asesinado por Arturo, o incluso si él estaba luchando contra él; es el lector el que asume este hecho a la luz de la tradición posterior. Sin embargo, incluso si él no era en ese momento el notorio villano en que más tarde se convertiría, sus apariciones en las Tríadas galesas y genealogías muestran que por lo menos era un personaje bien conocido.
El relato más antiguo conservado de Mordred se encuentra en la Historia Regum Britanniae de Godofredo de Monmouth, donde, por primera vez en la literatura, juega el papel de traidor a Arturo. Godofredo introdujo la figura de Mordred (a quien llama Modredus) en el mundo más allá del País de Gales, que detalla como Arturo deja temporalmente a Mordred a cargo de su trono al cruzar el Canal de la Mancha para hacer la guerra contra el emperador Lucio Tiberio de Roma. Durante la ausencia de Arturo, Mordred se corona a sí mismo como rey y se casa con Ginebra, esposa de Arturo, lo que obliga a Arturo a regresar a Gran Bretaña. Se enfrentan en la batalla de Camlann, y Mordred muere, mientras que Arturo es llevado a Avalon. El sucesor de Arturo, Constantino III de Inglaterra, tiene que lidiar con el resto del ejército de Mordred, liderado por sus dos hijos.
Una serie de fuentes galesas se refieren también a Medraut, aunque nunca se considera el hijo de Arturo en estos textos, solo su sobrino, aunque el cuento «El sueño de Rhonabwy» menciona que el rey había sido su padre adoptivo. Sin embargo, la posterior caracterización de Mordred como el hijo villano del rey tiene un precedente en la figura de Amr, un hijo de Arturo del que solo se tienen dos referencias. La más importante de éstas se encuentra en un apéndice de la Historia Brittonum; describe su tumba junto a la maravillosa Herefordshire en primavera, en la que había sido asesinado por su propio padre en una tragedia no contada. La relación que existe entre las historias de Amr y Mordred, si es que existe, nunca ha sido satisfactoriamente explicada.
En Godofredo y algunas otras fuentes, como el poema aliterado "La Morte de Artús", Mordred seduce y se casa con Ginebra, después de lo cual se apodera del trono. Sin embargo, en los escritos posteriores, como el ciclo de Lanzarote-Grial y La muerte de Arturo de Thomas Malory, Ginebra no es tratada como una traidora y huye de la propuesta de Mordred, escondiéndose en la Torre de Londres. El adulterio sigue presente en novelas posteriores, sin embargo, Mordred es sustituido por Lanzarote. Godofredo y el ciclo de Lanzarote-Grial afirman que Mordred es sucedido por sus dos hijos.

## Incesto
El incesto se introdujo en el ciclo de Lanzarote-Grial, y se ha incorporado en la mayoría de las versiones posteriores. En esas versiones, el incesto es generalmente accidental, los participantes son ignorantes de su parentesco. En una versión Morgana, por error, confunde a Arturo con su marido y le visita en la noche. En otro Arturo viola a su hermana, superado por su lujuria. En cualquier caso, el descubrimiento del incesto suele ser desastroso, agravándose al escuchar una profecía sobre un niño nacido en el primero de mayo, como era Mordred, destruirá su reino. Por ello, Arturo envía a todos los bebés nacidos en mayo de los nobles a la muerte en un barco destartalado. El barco se hunde, y el único niño que sobrevive es Mordred, que es rescatado y, finalmente, devuelto a sus padres, aunque Arturo jamás lo acepta como hijo suyo.

## Mordred en trabajos posteriores
Prácticamente en todas partes que aparece Mordred, su nombre es sinónimo de traición. Aparece en el Infierno de Dante en el último círculo del infierno, reservado para los traidores: "aquel que, de un solo golpe, tenía el pecho y la sombra/destrozados por la mano de Arturo" (Canto XXXII).
Algunas obras de la Edad Media y de la actualidad, sin embargo, retratan a Mordred menos como un traidor, sino como un oportunista conflictivo, o incluso una víctima del destino. En el siglo XIV, el cronista escocés Juan de Fordun llegó a afirmar que Mordred era el legítimo heredero al trono de Gran Bretaña, al ser hijo de Arturo. Este sentimiento fue elaborado por Walter Bower y Héctor Boece, quien en su Historia Scotorum Gentis va tan lejos como para decir que Arturo y Ginebra eran traidores y villanos que le robaron el trono a Mordred. Incluso Malory, que nos muestra a Mordred como un villano, señala que el pueblo de Inglaterra se unió a él, ya que, "con Arturo la vida no es sino la guerra y los conflictos, y con sir Mordred fue una gran alegría y felicidad."
Mordred es especialmente importante en conocidos textos artúricos de la era moderna, en especial en la ficción, el cine y la televisión, y el medio del cómic. Algunas obras modernas sobre el rey Arturo, como Las nieblas de Avalón de Marion Zimmer Bradley sustituyen a Morgana como la madre de Mordred. Mordred sigue siendo un villano importante en muchas adaptaciones modernas de la leyenda, incluyendo  la aclamada película Excalibur de John Boorman , la novela El rey del pasado y futuro, de T. H. White, (donde Mordred desempeña el papel de un amargado pero exitoso populista y de imitación a los bolcheviques) y el musical basado en ella, Camelot, o en la popular tira de cómic del Príncipe Valiente de Hal Foster. En el episodio de 2008 "El principio del Fin" de la BBC, en la serie de televisión Merlín, Mordred aparece como un joven niño druida al que Merlín protege a pesar de ser advertido de que algún día matará a Arturo.
En las Chronicles of the Imaginarium Geographica, por James A. Owen, Mordred es el villano principal. En el tercer libro, El rey Índigo, se revela que Mordred nació como Madoc en un lugar llamado el Archipiélago de los sueños, del que fue desterrado por tratar de utilizar el conocimiento del futuro para darle forma. Él y su hermano gemelo, Myrddyn, eran hijos de Ulises. Mordred fue desterrado por su hermano hasta que se le permitió volver a luchar para convertirse en Gran Rey, asumiendo el nombre de Mordred.
Otras obras tratan al personaje de forma diferente. El poeta victoriano George Augustus Simcox escribió un poema titulado "Mi amo Mordred", desde la perspectiva del perro de Mordred. La novela de Rosemary Sutcliff, Espada en el Sunset es fatalista, pero ambigua de manera justa, mostrándolo como un producto del odio de su madre, inexorablemente obligado hacia su perdición. Elizabeth Wein, en Príncipe de invierno, lo retrata como un conflictivo hombre joven condenado por las manipulaciones de su madre y sus propios celos hacia su medio hermano legítimo Lleu. En las Crónicas del señor de la guerra de Bernard Cornwell, Mordred es nieto legítimo y heredero de Uther Pendragon, y Arturo sirve como regente del reino durante su minoría de edad. En El Libro de Mordred de Vivian Van de Velde, Mordred es retratado como el protagonista de la historia, matando a un malvado hechicero y salvando a una niña telepática, su madre, y una bruja llamada Nimue, que eran discípulas de Merlín. Del mismo modo, Mordred Hijo Bastardo de Douglas Clegg interpreta al personaje ya no solo con simpatía, sino con heroicidad (él y Lancelot salvan a Ginebra de un complot asesino).

## En la cultura popular
- Mordred aparece como personaje jugable en Fate/Grand Order.
- Mordred aparece como un personaje en Fate/Apocrypha, una serie de novelas ligeras japonesas pertenecientes a la saga Fate, lanzada por primera vez en 2012.
- Mordred aparece en la serie animada de la Liga de la justicia con la voz de Soren Fulton en el episodio de dos partes "Un caballero de las sombras Parte 1 y 2" Mordred apareció con Morgana Le Fey en busca de la Piedra Filosofal de Merlín; Morgana intenta convertir a Mordred en el rey de la nueva Camelot (Castillo que creara solo con la piedra). Ellos Luchan contra la Liga de la Justicia y el demonio Etrigan, perdiendo después ya que el Detective Marciano destruyó la piedra filosofal. En la Liga de la Justicia Ilimitada, reaparece en el episodio "Cosas de niños".
- Mordred Aparece en la película Excalibur de 1981.